# Tectaria seramensis
Tectaria seramensis är en ormbunkeart som beskrevs av Masahiro Kato. Tectaria seramensis ingår i släktet Tectaria och familjen Tectariaceae. Inga underarter finns listade.